# Мьёса
Мьёса (устар. Мьёзен; норв. Mjøsa) — крупнейшее озеро в Норвегии. Расположено в юго-восточной части Норвегии, примерно в 100 км к северу от Осло. Основная река, впадающая в озеро — Логен на севере; главная вытекающая река — Ворма (приток Гломмы) на юге.
Мьоса лежит 124 м над уровнем моря, наибольшая глубина — 449 м (по другим данным — 453 м); берега разнообразны и красивы. С самого южного мыса Миннесунн в Эйдсволле до самой северной точки в Лиллехаммере длина озера составляет 117 км. В самом широком месте, возле Хамара, ширина равна 15 км. Площадь озера 365,19 км², а объём оценивается в 56,24 км³. Общая длина береговой линии — 273 км. Плотины на вытекающей реке Ворма, построенные в 1858, 1911, 1947 и 1965 годах подняли уровень воды в общей сложности примерно на 3,6 метра. В последние 200 лет было зарегистрировано 20 наводнений, которые подняли уровень Мьёсы на 7 метров. Несколько из этих наводнений затопили город Хамар.

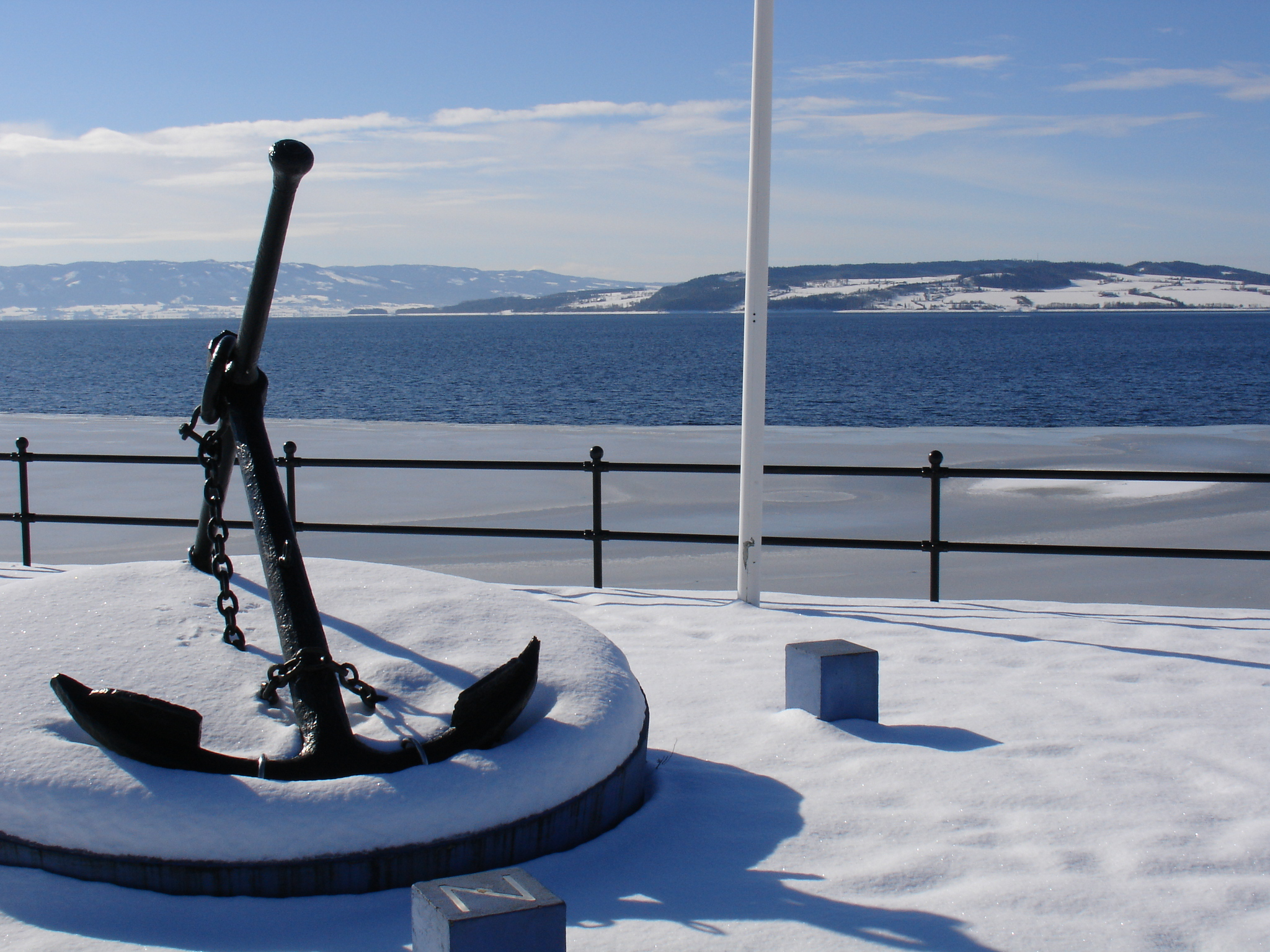
Вид на Мьёсу из Хамара

Города Лиллехаммер, Йёвик и Хамар были основаны на берегах озера. Озеро удлиненное, на концах суженное, подобно прочим озёрам Норвегии, представляет собой собственно наполненную водой долину или расширение русла реки. Среди озера большой и плодородный остров Хельгёйя (Святой), единственный крупный остров на всем озере. Рыболовный промысел на Мьёсе, прежде очень значительный, пришел в упадок после наводнения 1789 года; теперь снова развивается. Много озёрной форели. Развито рыболовство.
Берега озера большей частью являются сельскохозяйственными угодьями, среди них наиболее плодородные пашни во всей Норвегии. Главная железнодорожная ветка между Осло и Тронхеймом проходит по восточному берегу озера, с остановками в Хамаре и Лиллехаммере.
Работающий на озере пароход PS Skibladner — самый старый в мире пароход, находящийся в эксплуатации. Он был построен в 1856 году.

## Название
Название (норв. Mjøsa, др.-сканд. Mjörs) должно быть очень древним. Значение неясно.